# 마살르구

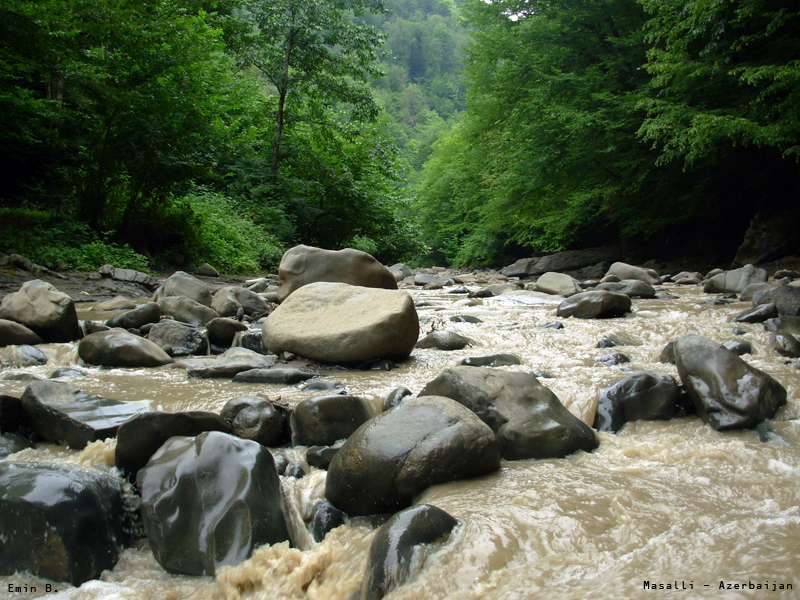
마살르구에 있는 계곡

마살르구(아제르바이잔어: Masallı rayonu)는 아제르바이잔 남동부에 위치한 구로 행정 중심지는 마살르이며 면적은 721km2, 인구는 184,900명이다. 동쪽으로는 카스피해와 접한다.